# Pinguicula pilosa
Pinguicula pilosa är en tätörtsväxtart som beskrevs av Luhrs, Studnicka och Gluch. Pinguicula pilosa ingår i släktet tätörter, och familjen tätörtsväxter. Inga underarter finns listade i Catalogue of Life.